# Tycomarptes journiaci
Tycomarptes journiaci là một loài bướm đêm trong họ Noctuidae.